# 水玉簪
水玉簪（学名：Burmannia disticha）是水玉簪科水玉簪属的植物。分布于大洋洲、亚洲热带以及中国大陆的贵州、云南、福建、湖南、广东、广西等地，生长于海拔800米至2,400米的地区，常生长在林中潮地上，目前尚未由人工引种栽培。

## 别名
苍山贝母（中国植物图鉴）